# TEE Gayant
Le TEE Gayant était un train rapide qui reliait Paris-Nord à Tourcoing, de 1978 à 1986. Exploité par la SNCF, le TEE Gayant était un Trans-Europ-Express (donc uniquement en première classe) jusqu'à la fin du service d'été 1983 pour la relation de sens impair par le rapide 37 qui porte le même nom mais qui comporte les deux classes tout en conservant le matériel inox pour la première et de celui de l'hiver du 30 mai 1986 dans les mêmes conditions le dimanche 1er juin de cette dernière année puisqu'il cessait définitivement de circuler dans le sens pair. Le dimanche 2 juin 1991 ils perdent leurs noms de Gayant lors de ce service d'été.
Ils sont finalement supprimés le dimanche 23 mai 1993 lors de la mise en service des rames TGV Réseau entre Paris et Lille sur la LGV Nord.
Le nom de ce TEE fait référence au Gayant, ce qui signifie géant en patois picard. Famille de cinq statues géantes effectuant une procession à Douai pour les fêtes de cette ville en juillet.

## Parcours et arrêts
- 1er octobre 1978 Paris-Nord, Arras, Douai, Lille, Roubaix, Tourcoing et en sens pair arrêt supplémentaire à Longueau (271 km)[1].

Ne circule pas les samedis, dimanches et fêtes, et en haute saison d'été.
- 23 septembre 1983 Dernier jour de circulation du TEE 37[1].
- 30 septembre 1984 Arrêt supplémentaire à Croix-Wasquehal du TEE 36[1].
- 30 mai 1986 Dernier jour de circulation du TEE du TEE 36[1].

## Numérotation
- 1er octobre 1978 TEE 37-36[1].

## Matériel et compositions
- 1er octobre 1978 Voitures SNCF, 1 rame provisoire comprenant : 7 A9tj, 1 A5rtj, 1 WR (rouge), et voitures TEE SNCF, 1 rame comprenant : 1 A4Dtu, 4 A8u, 1 A3rtu, 1 Vru[1]. Pour chacune des rames, roulements combinés sur TEE 35-36-39 et TEE 34-37-38, avec permutation des rames chaque jour[1].
- 27 mai 1979 Voitures TEE type Mistral 69 de la SNCF, 2 rames comprenant : 1 A4Dtu, 5 A8u, 3 A8tu, 1 A5rtu, 1 Vru[1]. Roulements sur 2 jours combinés avec les TEE 35-36-39-34-37-38[1].